# Стружанов Володимир Васильович
Стружанов Володимир Васильович (2 серпня 1932 — 19 квітня 2014) — радянський плавець.
Бронзовий медаліст Олімпійських Ігор 1956 року.